# 欧州投資基金
欧州投資基金（おうしゅうとうしききん）は1994年にルクセンブルク市に設置された金融機関。出資者とその出資比率は欧州投資銀行が60%、欧州委員会が30%、残りが欧州連合 (EU) 域内の民間金融機関となっている。

## 業務
欧州投資基金は中小企業に対してリスクキャピタルへの融資や保証に特化した業務を行っている。その融資の方法は直接企業に行うのではなく、民間金融機関を通じてなされる。

## 組織
欧州投資基金は3つの機関で成り立っており、これらが活動を決定したり、監督したりする。
- 理事会
- 監査会
- 財務委員会

理事会と監査会が欧州投資基金の実際の監督を行っている。財務委員会は欧州投資銀行、欧州委員会、出資金融機関で構成されており、それぞれの任期は3年である。